# サミー・グティエレス
サミー・グティエレス（Sammy Gutierrez、1985年12月31日 - ）は、メキシコの男性プロボクサー。プエブラ州出身。元WBA世界ミニマム級暫定王者。

## 来歴
2003年4月10日、メキシコでプロデビュー。
2005年10月21日、15戦目で空位のメキシコミニマム級王座を獲得。
2005年12月21日、16戦目で同王座を保持したままFECARBOXライトフライ級王座を獲得（その後、返上）。
2006年6月2日、メキシコミニマム級王座の初防衛戦でラウル・ガルシア（メキシコ）と対戦し、引き分ける。
2007年6月15日、22戦目で再びラウル・ガルシアと対戦し、1-2の判定負けを喫し4度目の防衛に失敗した。
2009年5月23日、再びメキシコミニマム級王座を獲得。
2009年8月22日、IBF世界同級王者になっていたラウル・ガルシアに3たび対戦し、0-2の判定負けを喫した。
2010年10月23日、故郷プエブラにてWBA世界ミニマム級暫定王座決定戦でルイス・カリーリョ（コロンビア）と対戦し、3回TKO勝ちで王座を獲得し悲願の王者を獲得した。
その後アルゼンチン・ブエノスアイレスに乗り込みルナン・トロンゴを3回KOで快勝し、初防衛に成功するも2011年5月21日、地元・プエブラにて同級1位で元WBC世界ミニマム級暫定王者のファン・パラシオス（ニカラグア）と対戦するも、パラシオスの得意のアウトボクシングに苦しみ、自慢の強打が
できず、大接戦ながら最大4点差を付けられ挑戦者がぎりぎり逃げ切られ、0-3の判定負けを喫し王座陥落。パラシオスはこの階級で2冠目を達成した。
2011年7月30日、ハリスコ州・グアハラタラのプラザ・デ・トーレスにて、40歳の大ベテランでハードパンチャーメキシコミニマム級1位のラファエル・オロスコと対戦し序盤から打ち合いになり、3回KOで再起。
減量苦を理由にライトフライ級に転向。
2011年10月1日、プエブラにてWBC世界ライトフライ級シルバー王座決定戦でロイロ・ゴレス（フィリピン）と対戦し、5回TKO勝ちで王座を獲得した。
2011年12月10日、ファン・カルロス・レベコ、ファン・パラシオスと対戦経験を持つ、大関一郎でもあるアルマンド・トーレス（メキシコ）とプエブラにて初防衛戦を行うも8回TKO負けで初防衛に失敗し、陥落した。
減量苦を理由にフライ級に転向。
2012年12月22日、ラウル・ガルシアと4度目の対決を行うも、ラウンド開始早々ガルシアの右ストレートで左の目尻をカットして出血。3回血で視界が見えなくなった所でダウンを喫し、ドクターチェック後に最後は連打をまとめられレフェリーストップによる3回1分25秒TKO負けを喫しガルシアに雪辱を果たすことに失敗、ガルシア戦の通算成績が3敗1分となった。
2013年11月30日、フィリピンケソンのアラネタ・コロシアムでWBO世界ライトフライ級王者ドニー・ニエテスと対戦するも初回に2度ダウンを奪われてペースを失うと、3回にダウンを奪われるとカウントアウトになり試合終了。3回2分58秒KO負けを喫し2階級制覇に失敗した。

## 獲得タイトル
- メキシコミニマム級王座
- FECARBOXライトフライ級王座
- WBA世界ミニマム級暫定王座（防衛1）
- WBC世界ライトフライ級シルバー王座（防衛0）